# Маленков Георгій Максиміліанович
Гео́ргій Максиміліа́нович Маленко́в (8 січня 1902, Оренбург — 14 січня 1988, Москва) — радянський державний і партійний діяч, соратник Йосипа Сталіна, голова Ради Міністрів СРСР (1953—1955). Член ЦК КПРС (1939–1957), кандидат у члени Політбюро ЦК КПРС (1941—1946), член Політбюро ЦК КПРС (1946—1957), член Оргбюро ЦК ВКП(б) (1939—1952), секретар ЦК КПРС (1939—1946, 1948—1953). Депутат Верховної Ради СРСР 1–4-го скликань. Депутат Верховної Ради УРСР 2—4-го скликань.

## Біографія
Народився у родині колезького реєстратора на залізниці нащадок македонського шляхтича Максиміліана Федоровича Маленкова (з роду охридських священиків Мале́нкових). По батьку дід був полковником, а брат діда — контр-адміралом. У 1919 році закінчив класичну гімназію.
У 1919—1921 роках — у Червоній армії, служив політпрацівником ескадрону, полку, бригади, Східного й Туркестанського фронтів.
Член РКП(б) з квітня 1920 року.
У 1921—1925 роках — студент Московського вищого технічного училища імені Баумана (закінчив 2 курси).
У 1925—1927 роках — технічний секретар Організаційного бюро ЦК РКП(б). У 1927—1930 роках — технічний секретар Політичного бюро ЦК ВКП(б).
У 1930—1934 роках — завідувач агітаційно-масового відділу Московського обласного комітету ВКП(б).
У 1934—1936 роках — заступник завідувача, 4 лютого 1936 — березень 1939 року — завідувач відділу керівних партійних органів ЦК ВКП(б).
22 березня 1939 — 4 травня 1946 року — секретар ЦК ВКП(б).
31 березня 1939 — 13 квітня 1946 року — начальник Управління кадрів ЦК ВКП(б).
30 червня 1941 — 4 вересня 1945 року — член Державного Комітету Оборони СРСР, уповноважений з авіаційної промисловості.
21 серпня 1943 — 1945 року — голова Комітету при РНК СРСР по відновленню народного господарства в районах, звільнених від фашистської окупації.
15 травня 1944 — 15 березня 1946 року — заступник голови Ради народних комісарів СРСР.
20 серпня 1945 — 26 червня 1953 року — член Спеціального комітету № 1 при РМ СРСР. Приділяв увагу низці найважливіших галузей оборонної промисловості, зокрема створенням ядерної і водневої бомби.
2 серпня 1946 — 5 березня 1953 року — заступник голови Ради міністрів СРСР. З 1947 року — голова Бюро РМ СРСР по сільському господарству і заготівлях.
1 липня 1948 — 14 березня 1953 року — секретар ЦК ВКП(б) (КПРС).
5 березня 1953 — 8 лютого 1955 року — голова Ради міністрів СРСР.
8 лютого 1955 — 29 червня 1957 року — заступник голови Ради міністрів СРСР та міністр електростанцій СРСР. На посаді міністра електростанцій змінив Олексія Павленка, який став його першим заступником.
У 1957—1958 роках — директор Усть-Каменогорської гідроелектростанції Казахської РСР.
У 1958—1961 роках — директор Екібастузької теплоелектроцентралі Павлодарської області Казахської РСР.
У листопаді 1961 року виключений з КПРС.
У 1961—1968 роках — на засланні в Екібастузі Павлодарської області Казахської РСР.
З 1968 року — на пенсії.

## Цікаві факти
- Чимало експертів з дослідження Радянського Союзу вважали, що логічним вибором наступника після смерті Сталіна був би саме Георгій Маленков.[9][10]

## Нагороди
- Герой Соціалістичної Праці (30.09.1943) — «за особливі заслуги в області посилення виробництва літаків і моторів у важких умовах воєнного часу»
- три ордени Леніна (30.09.1943, 6.11.1945, 7.01.1952)
- медалі